# Логан (Западная Виргиния)
Логан (англ. Logan) — город в штате Западная Виргиния, США. Он является административным центром округа Логан. В 2010 году в городе проживало 1779 человек.

## Географическое положение
Логан находится на юго-западе штата Западная Виргиния и является административным центром округа Логан. Он расположен на реке Гайандотт на пересечении дорог штата 10 и 44. По данным Бюро переписи населения США город Логан имеет общую площадь в 3,21 квадратных километров, из которых 2,98 кв. километров занимает земля и 0,23 кв. километров — вода. В 6 км от города расположен парк штата Чиф-Логан

## История
Логан впервые стал известен в 1780 годах как "Острова на Гайандот". В 1827 году поселение было названо Лоунсвилл в честь Энтони Лоусона и стало окружным центром округа Логан. В 1852 году город был инкорпорирован под названием Аракома. Первым мэром города был поэт Томас Дан Инглиш, который в 1853 году получил городскую хартию от Генеральной Ассамблеи Виргинии для города Аракомы. Город был известен как окружной центр округа Логан до 1907 года, когда мэр Скот Джастис и совет города решили переименовать город в Логан. Много лет Логан являлся центром восточной угольной промышленности. Расцвет города пришёлся на время Второй мировой войны, когда в городе работали отели, банки, автомобильные компании, школы. После войны начался спад из-за механизации угольного производства и оттока населения из округа.

## Население
По данным переписи 2010 года население Логана составляло 1779 человека (из них 47,4 % мужчин и 52,6 % женщин), 808 домашних хозяйств и 469 семей. Расовый состав: белые — 91,6 %, афроамериканцы — 5,2 %, коренные американцы — 0,3 % и представители двух и более рас — 2,0 %.
Из 808 домашних хозяйств 36,8 % представляли собой совместно проживающие супружеские пары (12,6 % с детьми младше 18 лет), в 15,7 % семей женщины проживали без мужей, в 5,6 % семей мужчины проживали без жён, 42,0 % не имели семьи. В среднем домашнее хозяйство ведут 2,20 человек, а средний размер семьи — 2,85 человека.
Население города по возрастному диапазону по данным переписи 2010 года распределилось следующим образом: 20,2 % — жители младше 18 лет, 3,7 % — между 18 и 21 годами, 60,3 % — от 21 до 65 лет и 15,8 % — в возрасте 65 лет и старше. Средний возраст населения — 40,4 года.
В 2014 году медианный доход на семью оценивался в 50 529 $, на домашнее хозяйство — в 31 579 $. Доход на душу населения — 19 743 $.
Динамика численности населения:
|  |